# Khibula
Pour plus de détails, voir Fiche technique et Distribution.
Khibula (en géorgien : ხიბულა) est un film géorgien réalisé par George Ovashvili, sorti en 2017.
Il est présenté en compétition en sélection officielle au Festival international du film de Karlovy Vary 2017.

## Synopsis
Le président géorgien Zviad Gamsakhourdia est déchu par un coup d'État en janvier 1992 et est obligé de fuir avec quelques fidèles.

## Fiche technique
- Titre français : Khibula
- Titre original : ხიბულა
- Réalisation : George Ovashvili
- Scénario : George Ovashvili et Roelof Jan Minneboo
- Direction artistique : Teona Kavelashvili
- Photographie : Enrico Lucidi
- Montage : Kim Sun-min
- Musique : Iosif Bardanashvili
- Pays d'origine : Géorgie
- Format : Couleurs - 35 mm - 2,35:1
- Genre : drame
- Durée : 97 minutes
- Dates de sortie :
  -  République tchèque : 2 juillet 2017 (Festival international du film de Karlovy Vary 2017)
  -  France : 15 novembre 2017

## Distribution
- Lika Babluani : Tatia
- Hossein Mahjoub : Zviad Gamsakhourdia
- Zurab Antelava : Shalva
- Lidia Chilashvili : Nia
- Nodar Dzidziguri : Zurab
- Galoba Gambaria : Rati
- Manuchar Shervashidze : Joto
- Qishvard Manvelishvili : le premier ministre

## Sortie

### Accueil critique
En France, le site Allociné recense une moyenne des critiques presse de 3,3/5, et des critiques spectateurs à 3,2/5.